# Le Theil-en-Auge
Le Theil-en-Auge é uma comuna francesa na região administrativa da Normandia, no departamento Calvados. Estende-se por uma área de 2,76 km². Em 2010 a comuna tinha 192 habitantes (densidade: 69,6 hab./km²).